# Guido Born
Pour les articles homonymes, voir Born et Müller.
Guido Born, de son nom civil Horst Müller (né à Sarrebruck) est un chanteur allemand.

## Biographie
Guido Born est découvert en 1966, sous son nom civil, lors d'un concours de jeunes talents à Sarrebruck ; il signe pour la filiale allemande des Disques Vogue. Son premier single en 1967, Sag mir warum, s'inspire de la chanson populaire mexicaine La Golondrina. Une rumeur dit qu'un ancien employé du label ait fait enregistrer une autre version germanophone par Cliff Richard, Ein Girl wie du, afin de réduire le succès de Born. Cliff Richards atteint la 23e place du classement des ventes de singles alors que Born n'est pas classé. Suit Glaube daran, une reprise en allemand de Vola Colomba, chanson avec laquelle Nilla Pizzi remporte le festival de Sanremo en 1952. Le titre est classé dans les meilleures ventes pendant deux semaines, au plus haut à la 40e place. Sa maison de disques rompt son contrat. Guido Born arrive chez Saga Records, mais ses chansons en anglais Lady Girl et Heartbreak Melody n'ont pas de réussite. Il met alors fin à sa carrière.

## Discographie
- 1967 : Sag mir warum / Als wär ich dir einerlei (Vogue Schallplatten 14638)
- 1967 : Glaube daran / Oh Pretty Girl (Vogue Schallplatten 14673)
- 1968 : Lady Girl / Heartbreak Melodie (Saga Opp 4)
- 1968 : Lady Girl / Heartbreak Melodie (Polydor 53 028)

## Source de la traduction
- (de) Cet article est partiellement ou en totalité issu de l’article de Wikipédia en allemand intitulé « Guido Born » (voir la liste des auteurs).